# Abacaria barretti
Abacaria barretti är en nattsländeart som beskrevs av Korboot 1964. Abacaria barretti ingår i släktet Abacaria och familjen ryssjenattsländor. Inga underarter finns listade i Catalogue of Life.